# Alejandro Landes Echevarría
Alejandro Landes Echavarría (Medellín, 1980) és un director de cinema, productor, guionista i periodista colombià. És principalment conegut per dirigir pel·lícules en espanyol com Porfirio, un drama colombià basat en una història real, i el documental Cocalero sobre la reeixida campanya presidencial d'Evo Morales a Bolívia. i Monos una pel·lícula que narra la història d'una cèl·lula guerrillera de joves inexperts que mantenen segrestada a una dona i una vaca.

## Biografia
Landes va néixer en São Paulo, el Brasil, de mare colombiana i pare equatorià. Va rebre una B.A. en Economia Política de la Universitat de Brown en 2003. Abans de convertir-se en cineasta, Landes va treballar com a assistent de producció per a Oppenheimer Presenta, un programa setmanal de notícies. També va escriure per al Miami Herald.
La primera pel·lícula d'Alejandro, Cocalero, es va estrenar en competència en el Festival de Cinema de Sundance de 2007. Després es va estrenar en sales en més de vint països. Landes va ser triat per a la Residència de la Cinéfondation, en París, i el Screenwriters and Directors Lab del Sundance Institute, a Utah. El seu segon llargmetratge, Porfirio, es va estrenar en la Quinzaine donis Réalisateurs en el Festival de Cannes 2011.

## Filmografia
- Cocalero (2007)
- Porfirio (2011)
- Monos (2019)